# Distrito Sur (Zaragoza)
Distrito Sur es uno de los 16 distritos municipales de Zaragoza, situado en la zona sur de la ciudad. Hasta febrero de 2018 formó parte del distrito de Casablanca.

## Reseña
El 23 de febrero de 2018 se creó el Distrito Sur que comprende los barrios de Valdespartera, Rosales del Canal, Montecanal y Arcosur.
El Distrito Sur tiene los siguientes límites: Desde la intersección de la avenida alcalde Gómez Laguna con el Canal Imperial de Aragón, por dicha avenida hasta el cruce con Vía Ibérica, por el eje de esta y la N-330 hacia Teruel/Valencia hasta la Z-40 y por el eje de la calzada en dirección Madrid hasta el cruce con la A-23, por la mediana de la A-23 en dirección sur (excluyendo las parcelas de la fábrica de vidrio, la Ciudad Deportiva y el Colegio Británico) hasta el límite de término con María de Huerva y siguiendo este en dirección noroeste por el límite de término con María de Huerva y La Muela hasta la intersección con la A-2, por la mediana en dirección Zaragoza/Barcelona hasta el cruce con el Canal Imperial de Aragón y por el eje del canal hasta la intersección de la Avenida Alcalde Gómez Laguna.
En 2018 el Distrito Sur tenía una superficie de 60 498 932 m² y una población de 34 884 habitantes.
Todas las calles y plazas del barrio de Valdespartera están dedicadas a películas de cine.
En el barrio de Rosales del Canal, hay 24 calles, 22 de ellas dedicadas a compositores de música. 
Estas son: C/s. Isaac Albéniz, Tomaso Albinoni, Johann Sebastian Bach, Ludwig van Beethoven, Pascual Blanco Piquero (pintor), Johannes Brahms, Frédéric Chopin, Antonín Dvorak, Luis Gracia Iberni (musicólogo), Enrique Granados, Edvard Grieg, Georg Friedrich Händel, Joseph Haydn, Franz Liszt, Felix Mendelssohn, Johann Pachelbel, Maurice Ravel, Joaquín Rodrigo, Franz Schubert, Richard Strauss, Piotr Ilyich Tchaikovsky, Joaquín Turina, Antonio Vivaldi y Richard Wagner. El 20 de octubre de 2020, se publicó en el Boletín Oficial de la Provincia de Zaragoza la corrección de algunas erratas en la denominación oficial de varios viales del barrio.
En octubre de 2018, la pizzería Da Claudio del barrio de Montecanal fue elegida por una importante web nacional la mejor de España.
El 29 de septiembre de 2020, la vecina del barrio de Valdespartera, Esther Villoro conquistó el premio nacional Super Vecina 2020.

## Galería

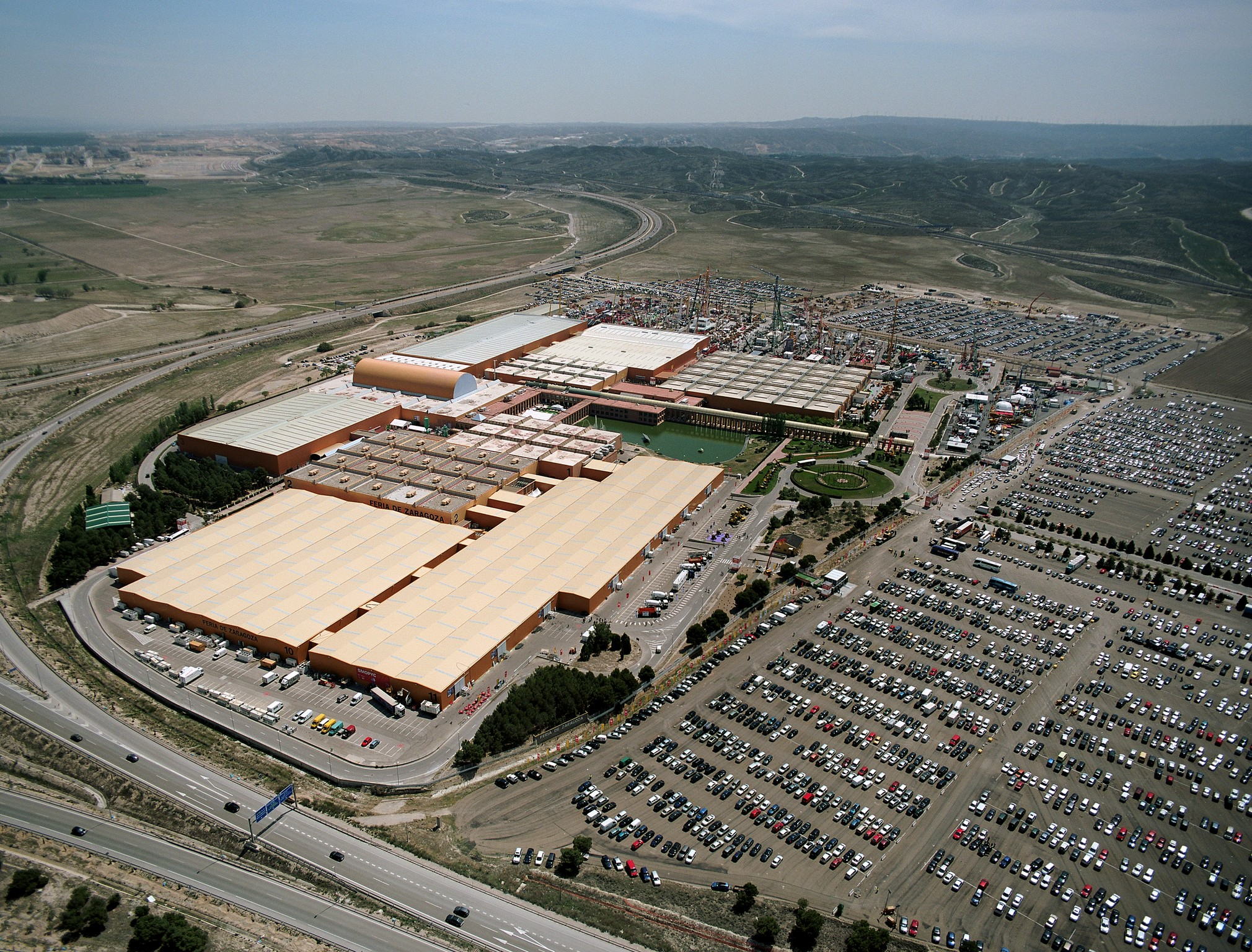
Vista aérea de la Feria de Muestras.
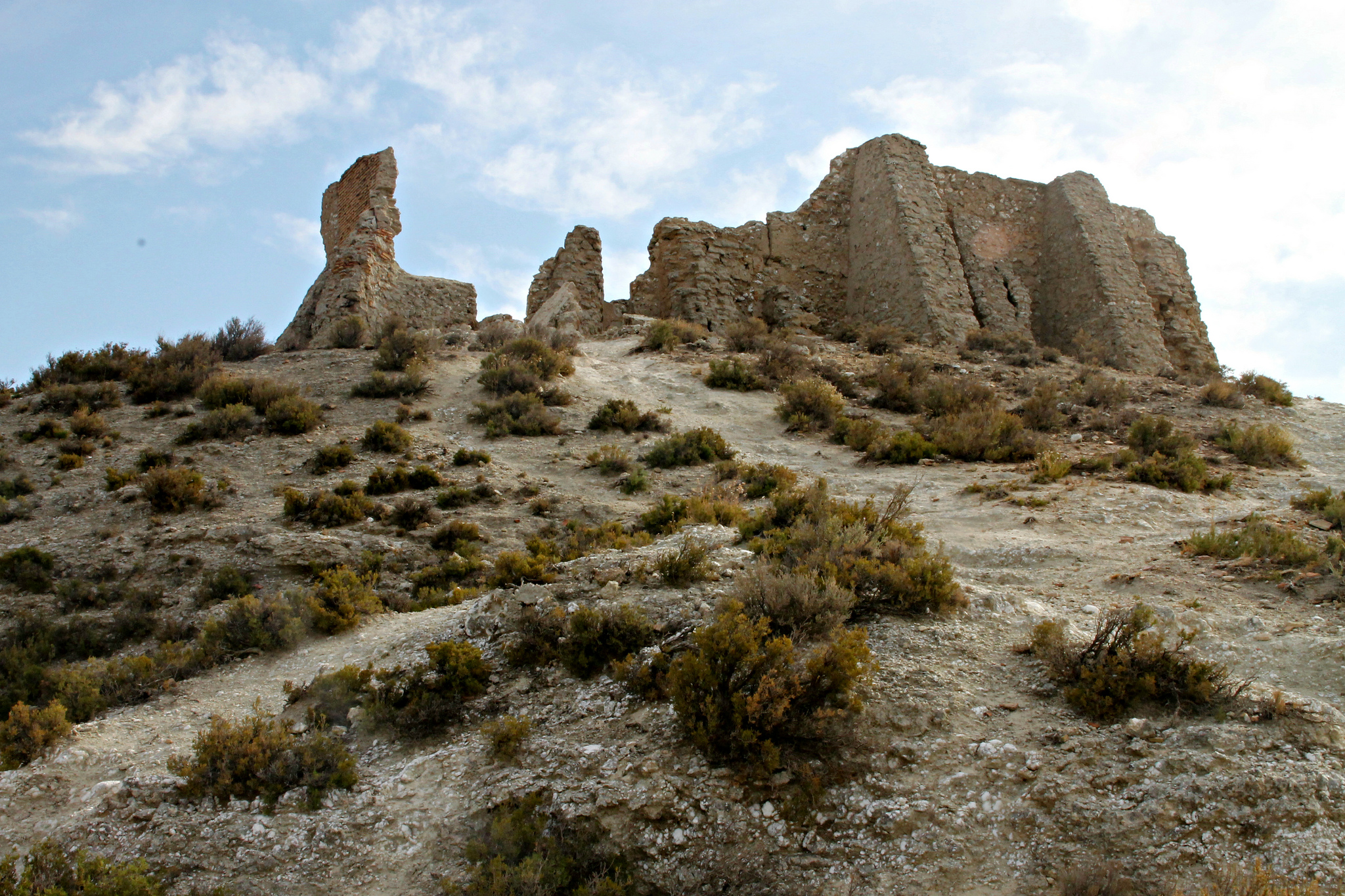
Castillo de Santa Bárbara.
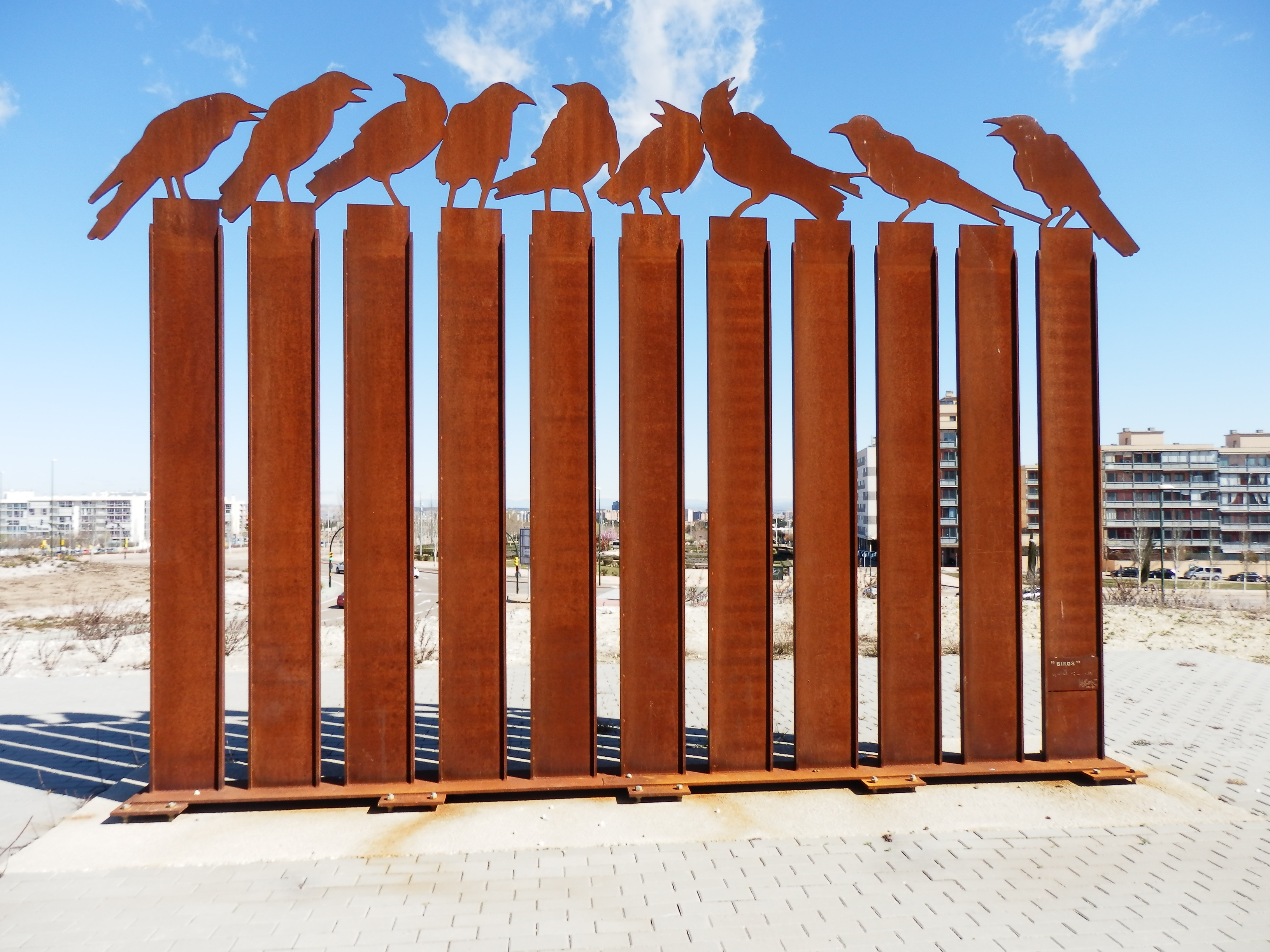
Escultura de Isabel Queralt en Valdespartera.
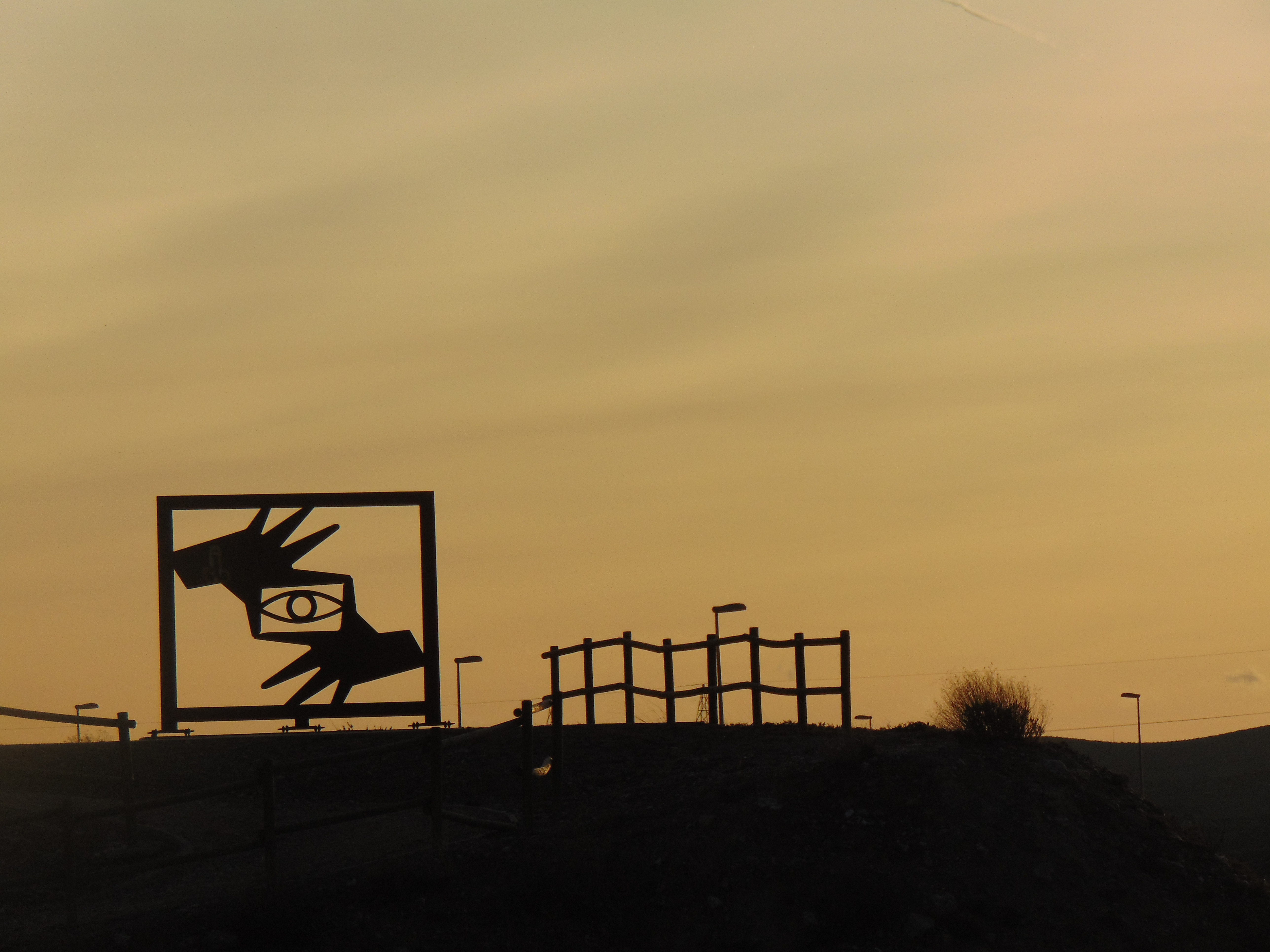
Buscando un encuadre de Isabel Queralt.
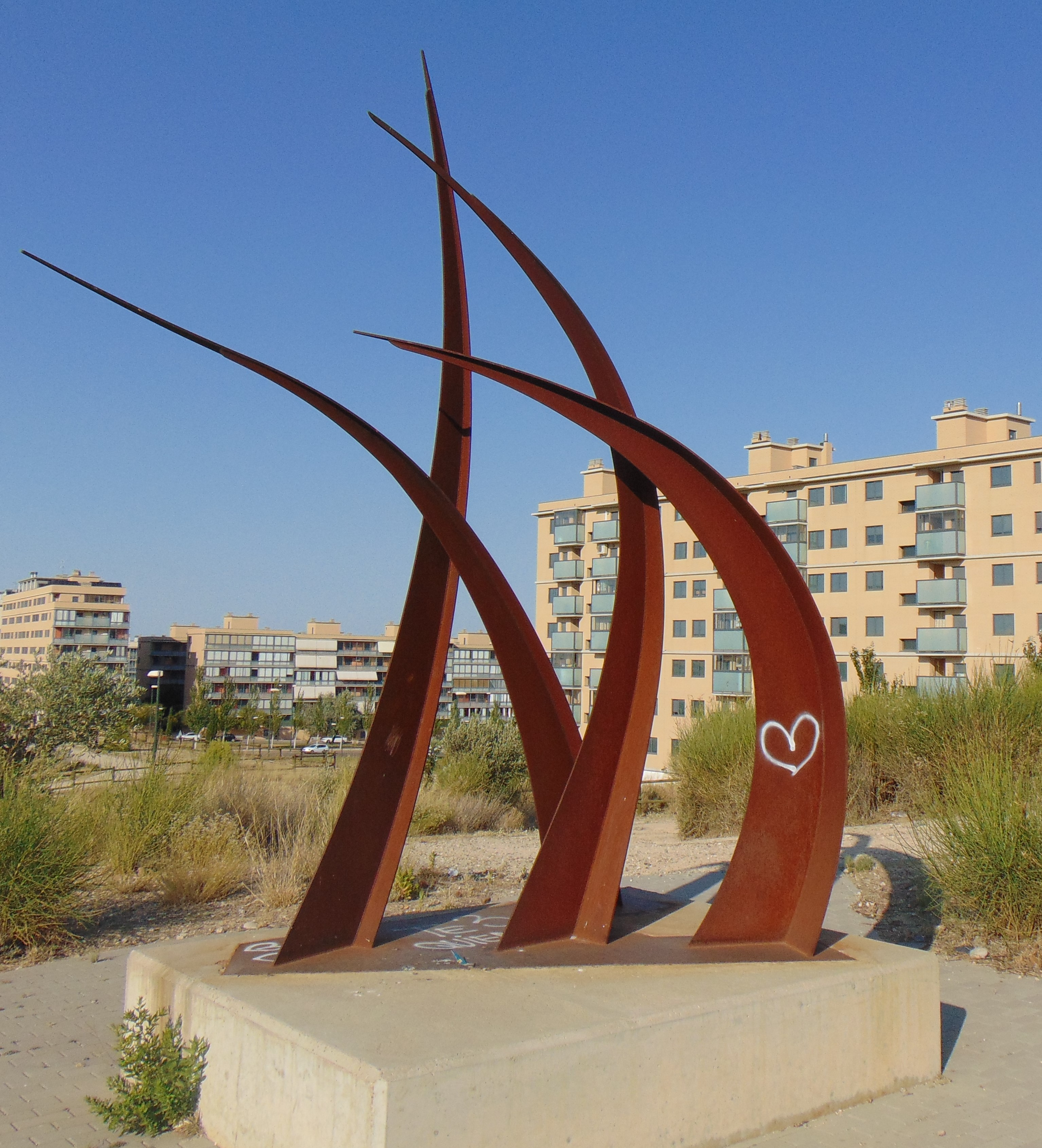
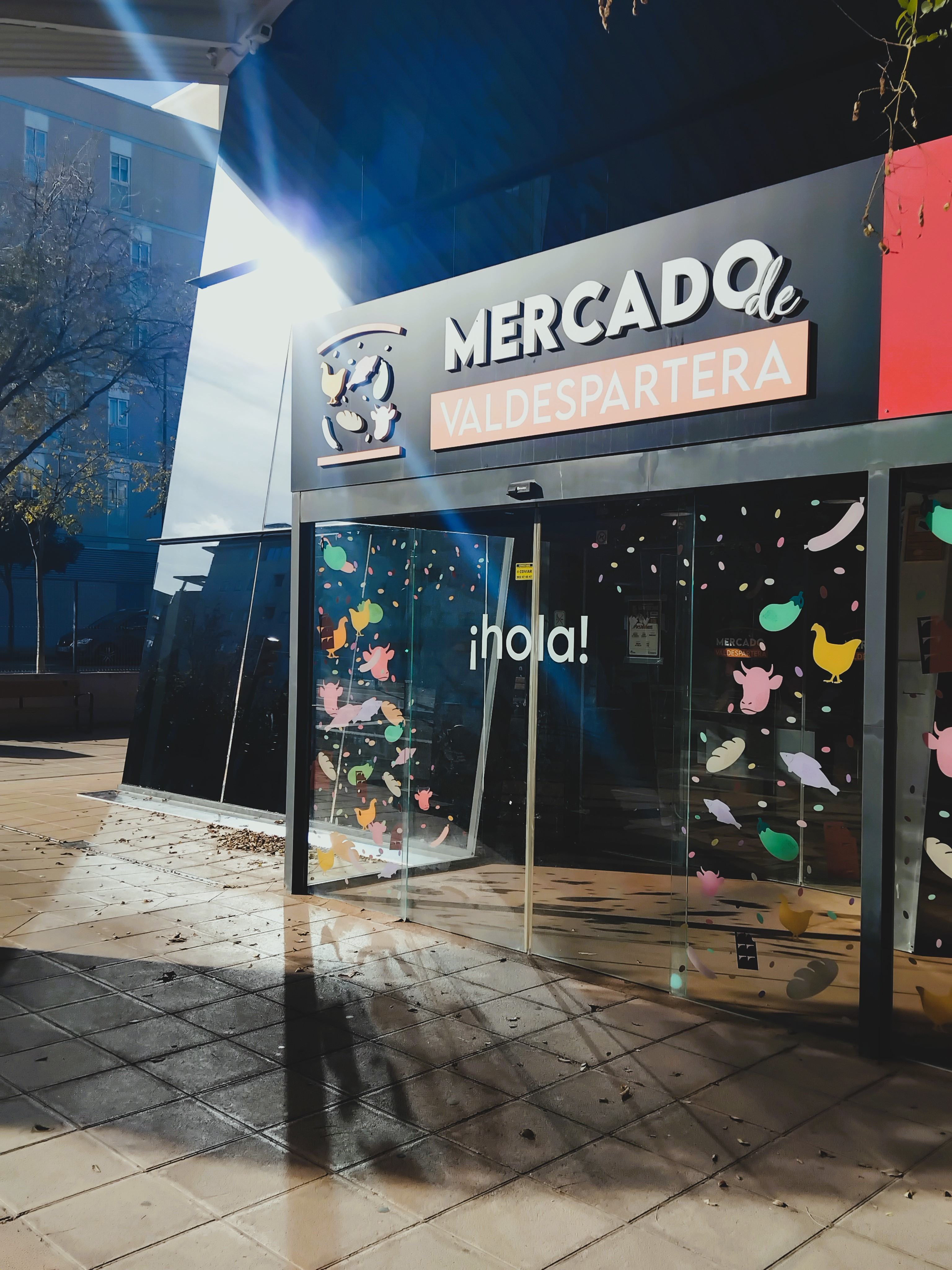
Mercado de Valdespartera.
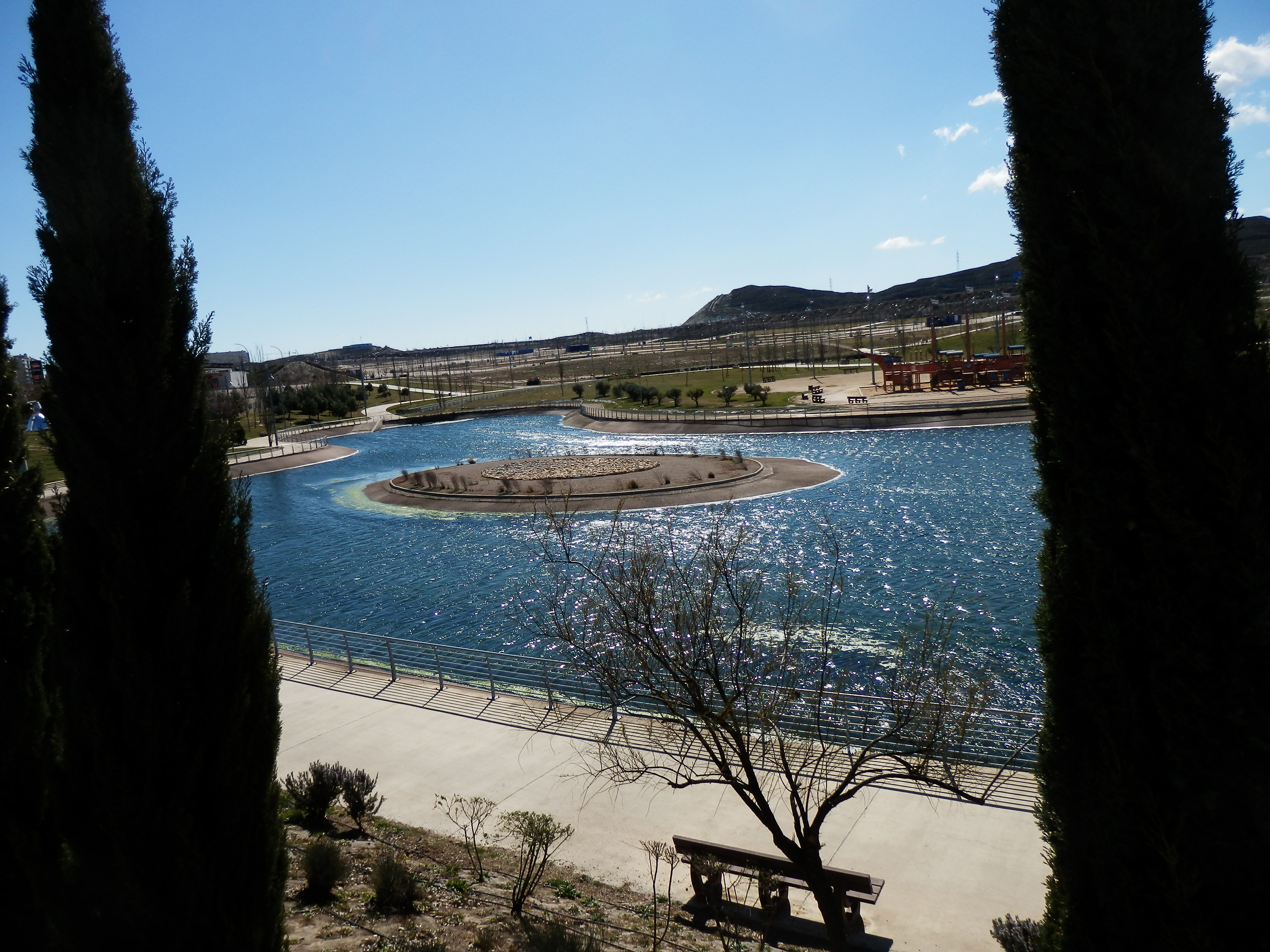
Lagos de Penélope Cruz en Valdespartera.
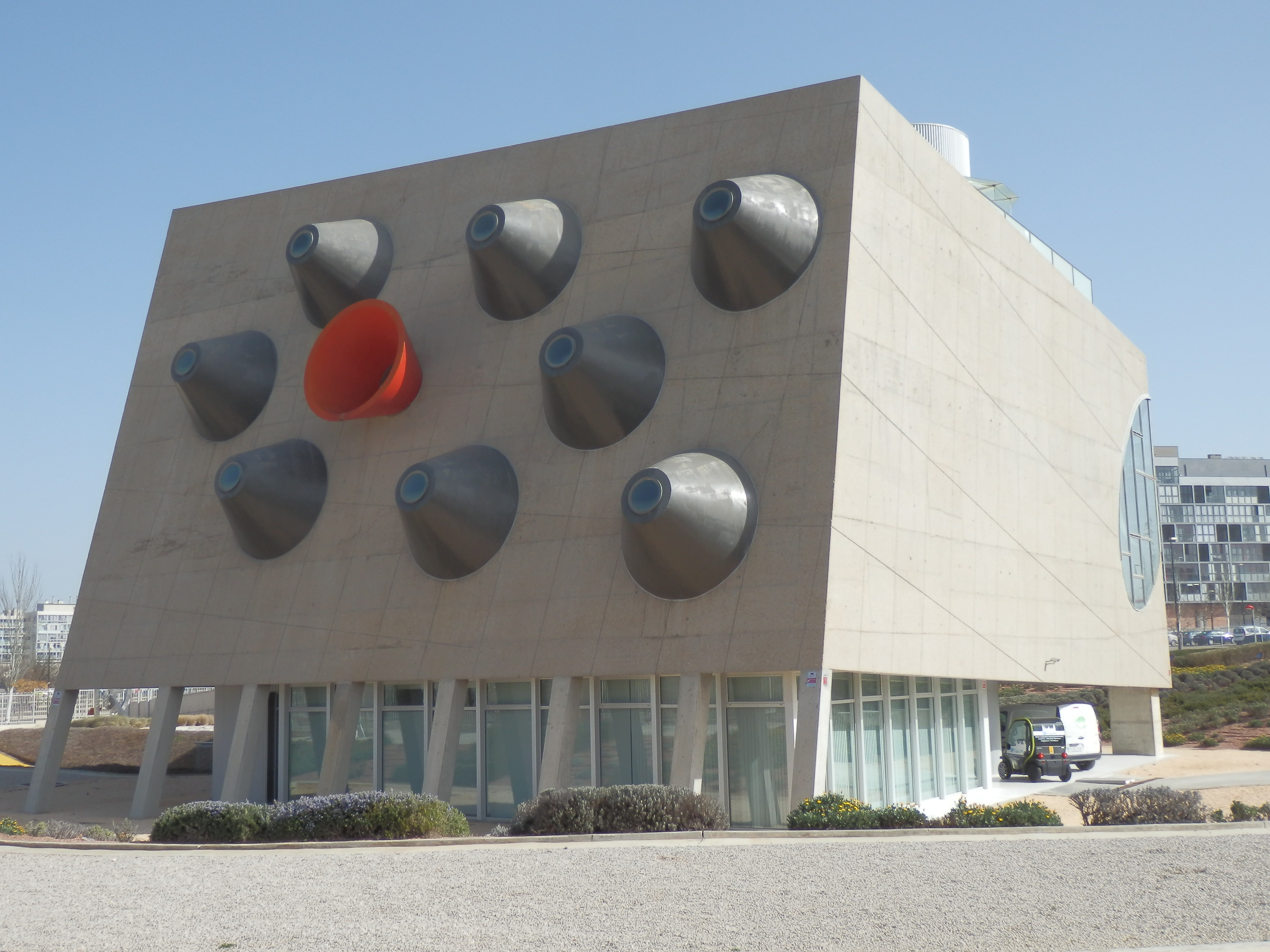
Centro Urbanismo Sostenible. Sede de la Junta Municipal.
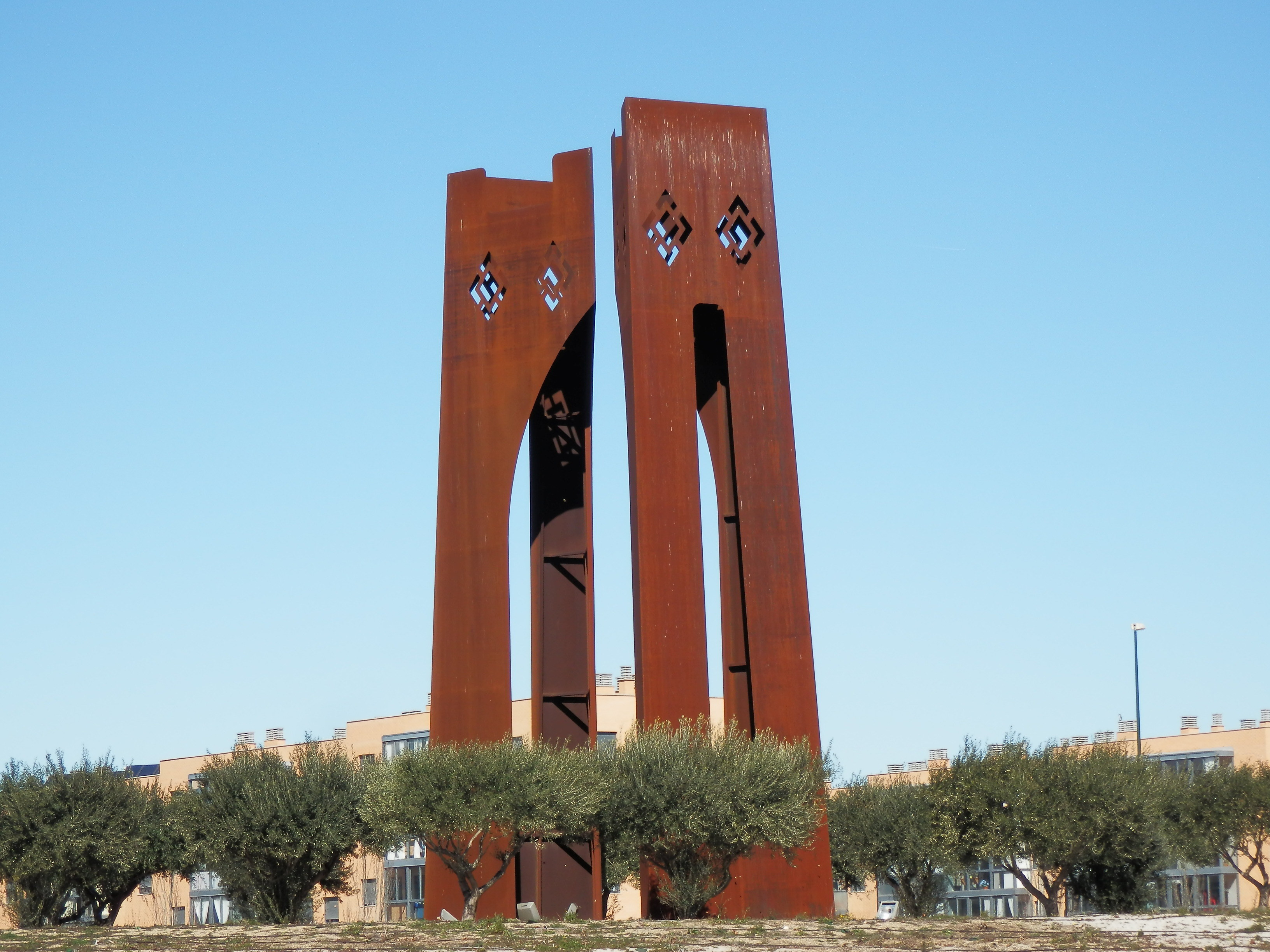
Puerta de la luz de Carlos Pérez Albeniz Navarro.
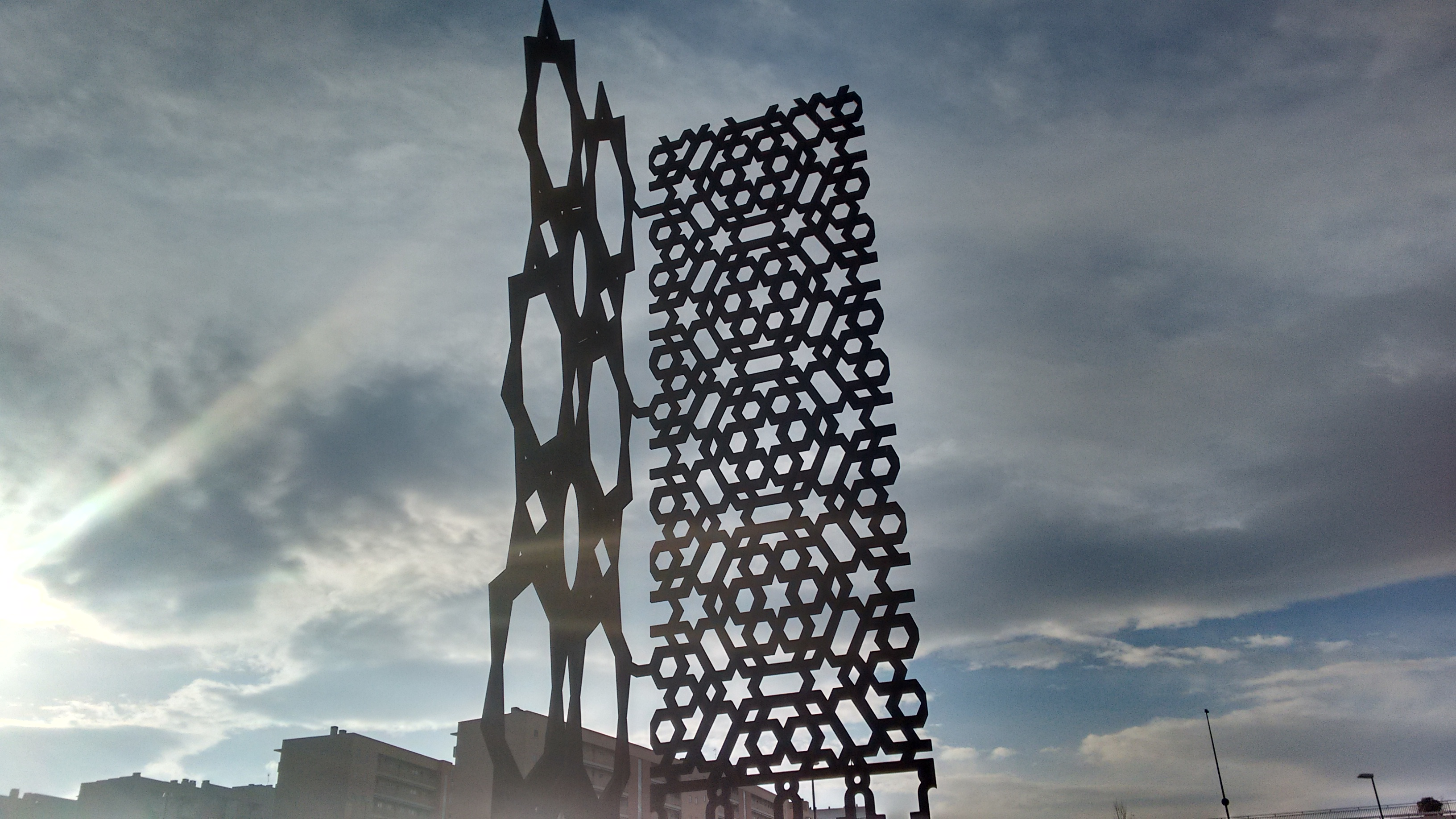
Puerta Mudéjar en Valdespartera.
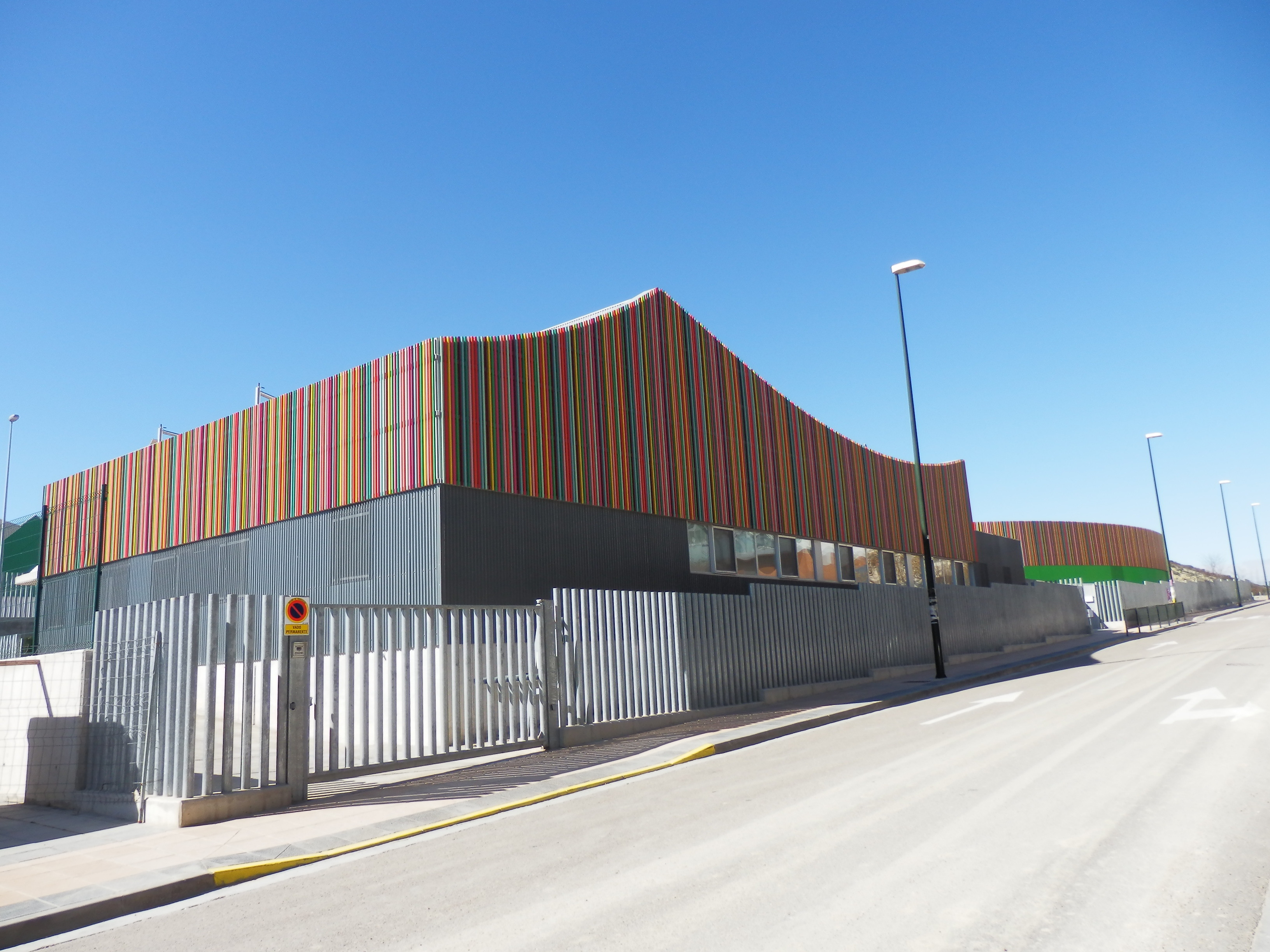
Escuela en Valdespartera.
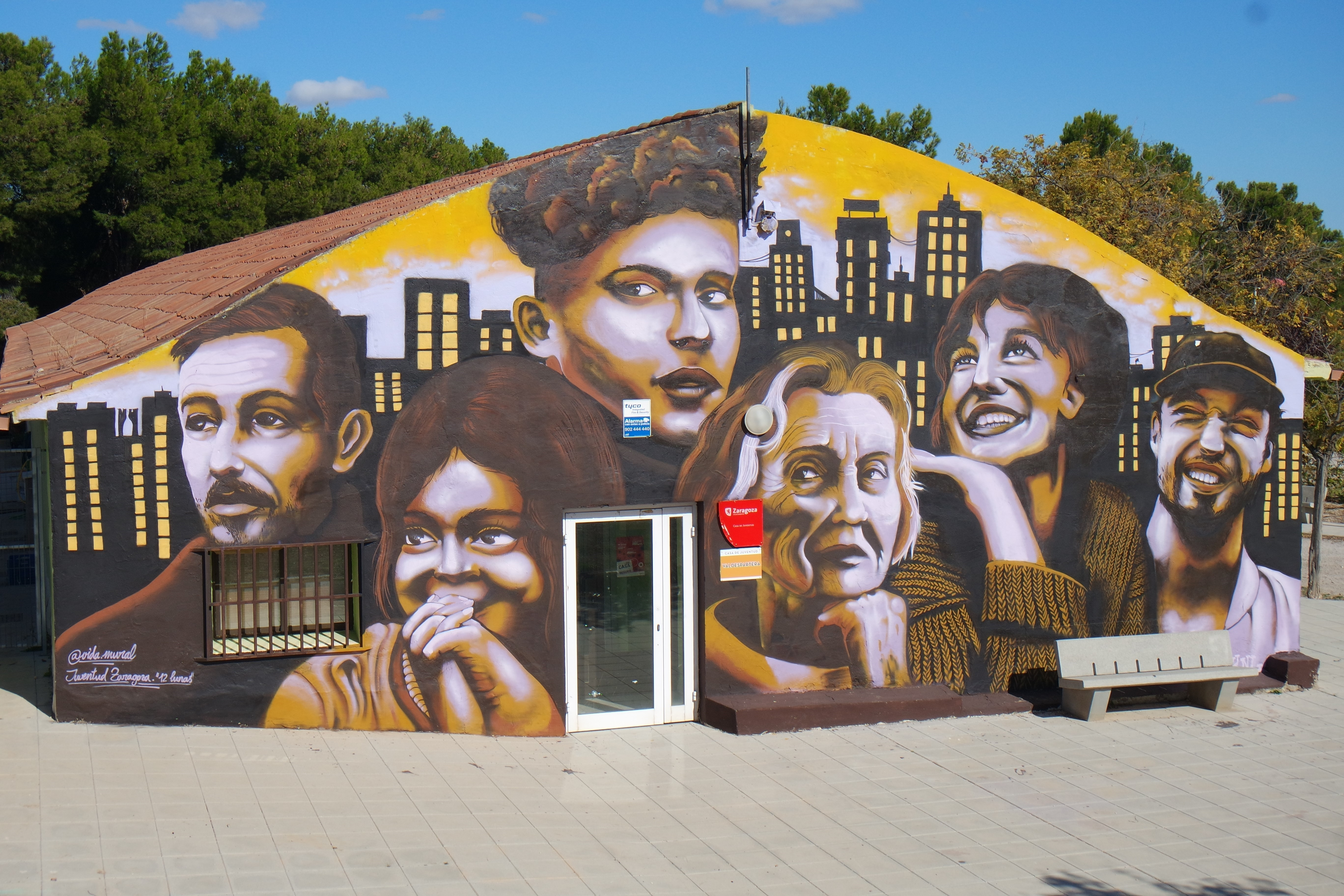
Casa de la Juventud de Valdespartera.
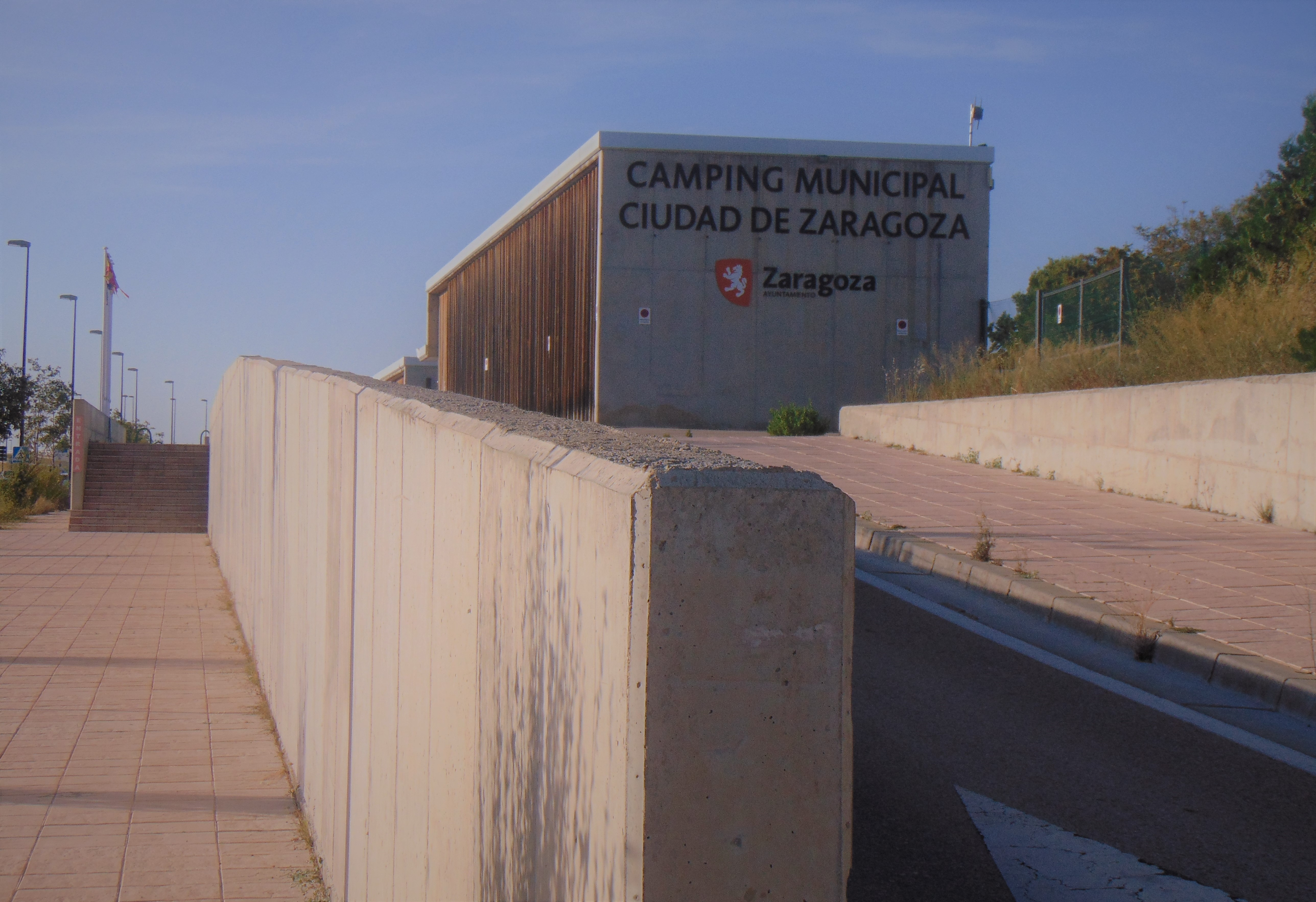
Camping municipal Ciudad de Zaragoza.
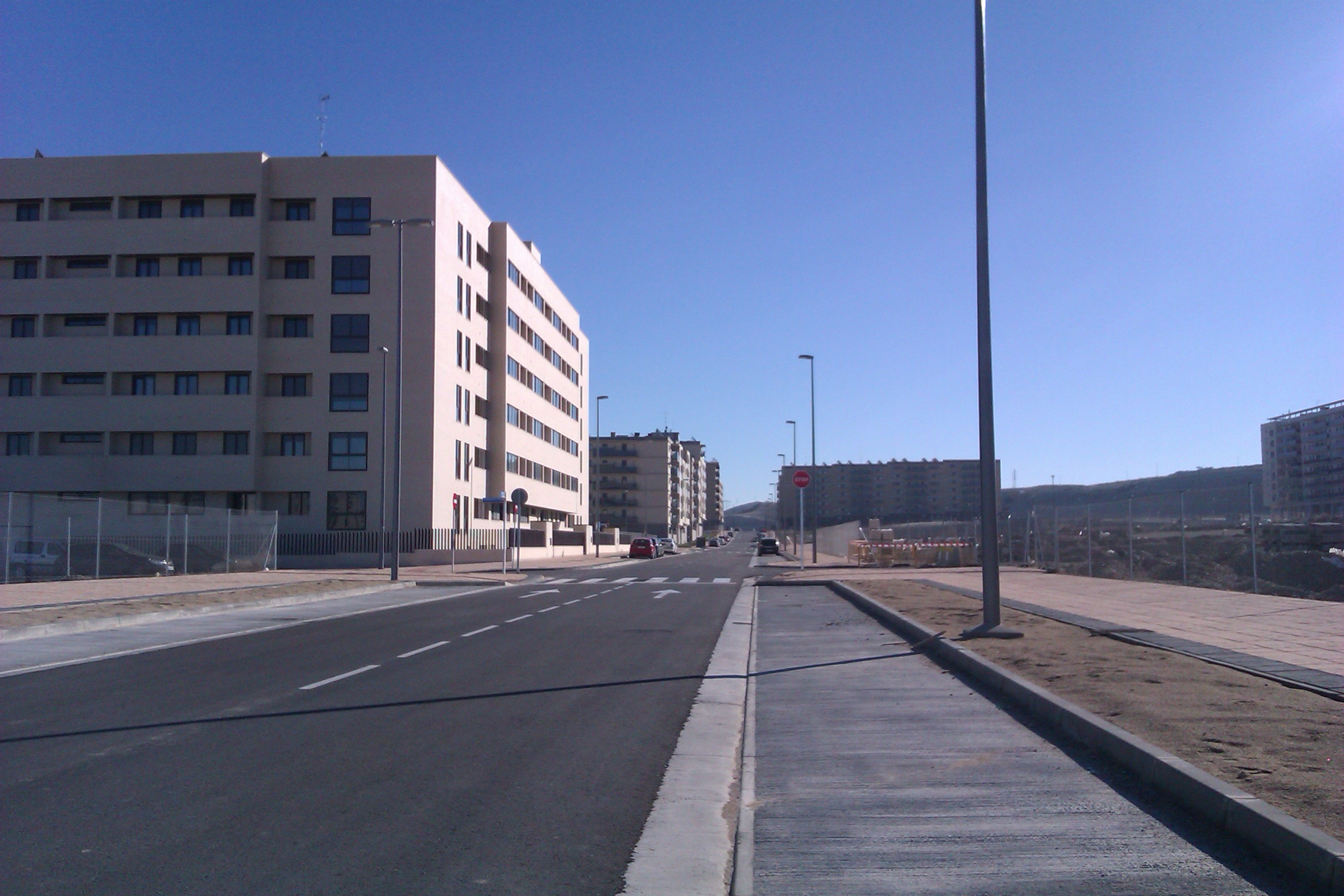
Arcosur.
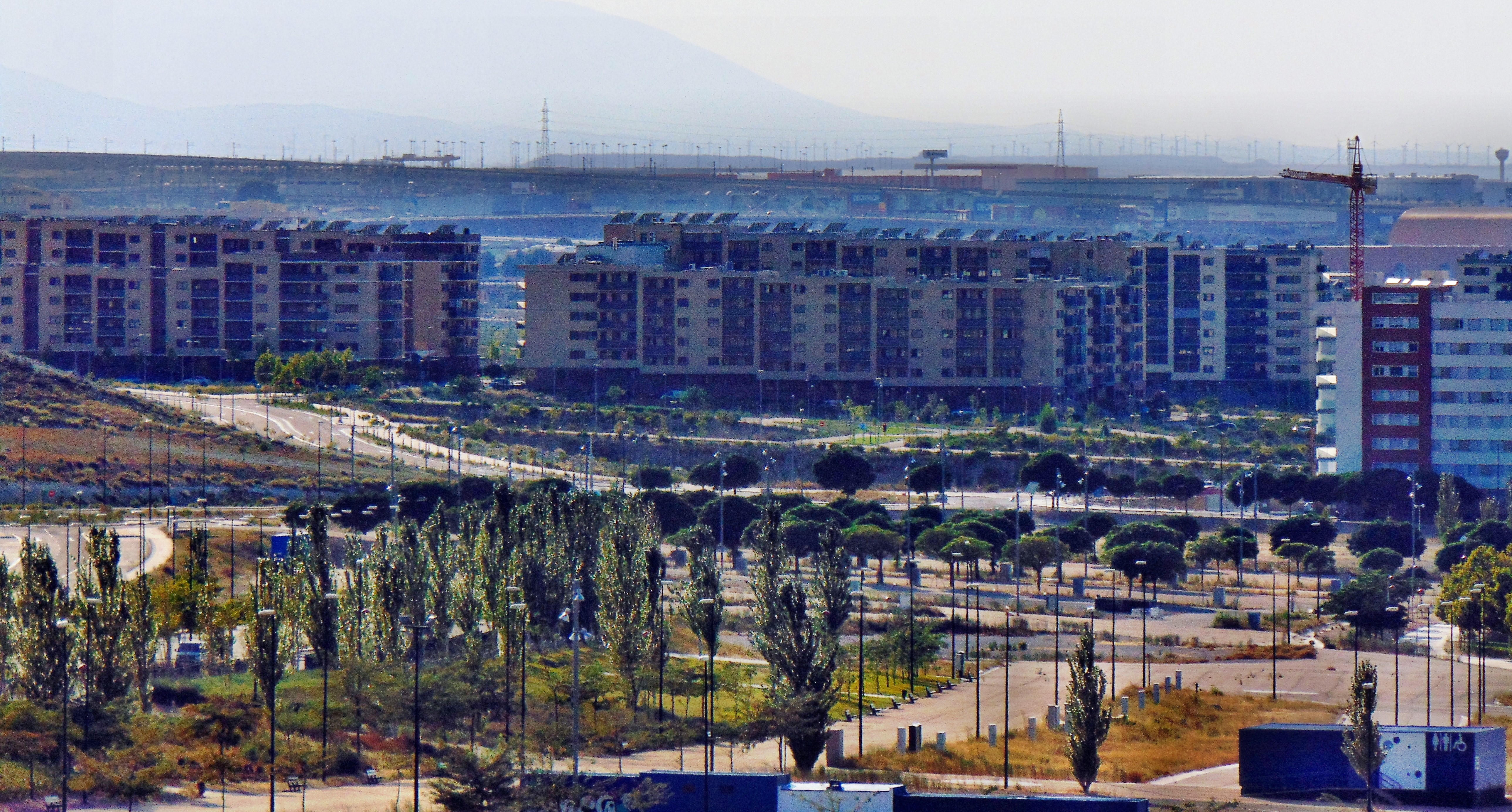
Arcosur.
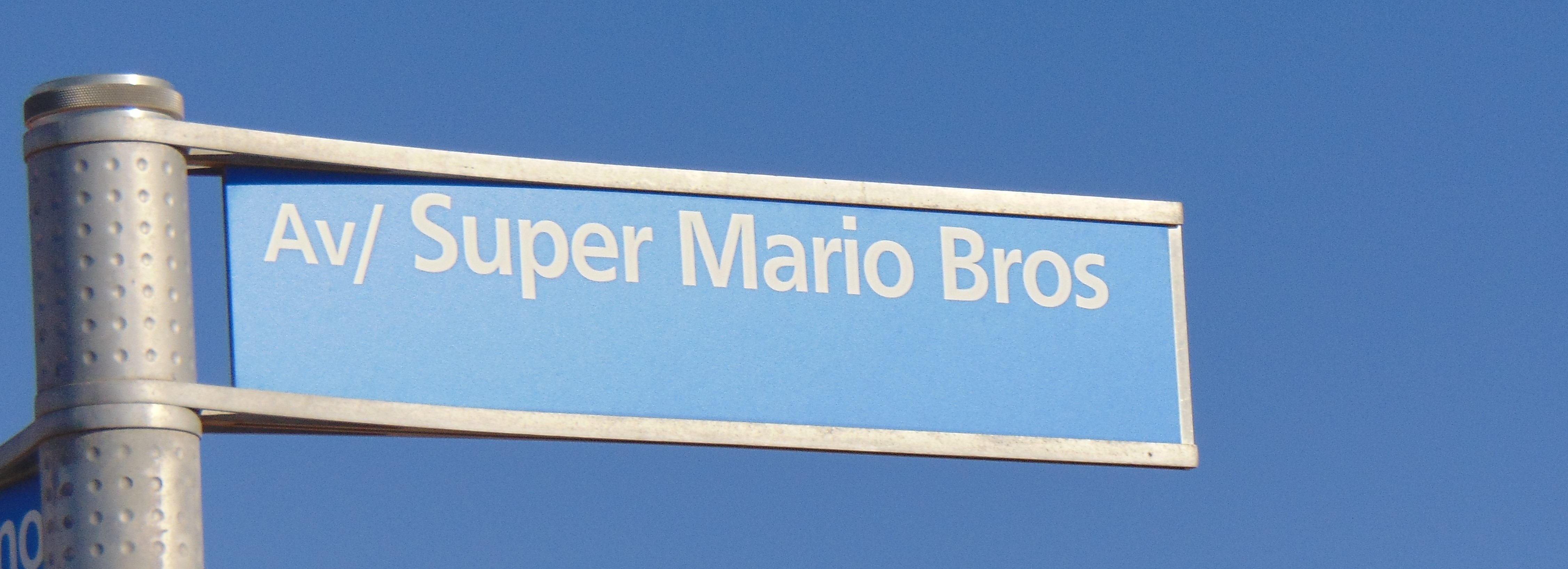
Avenida Super Mario Bros.
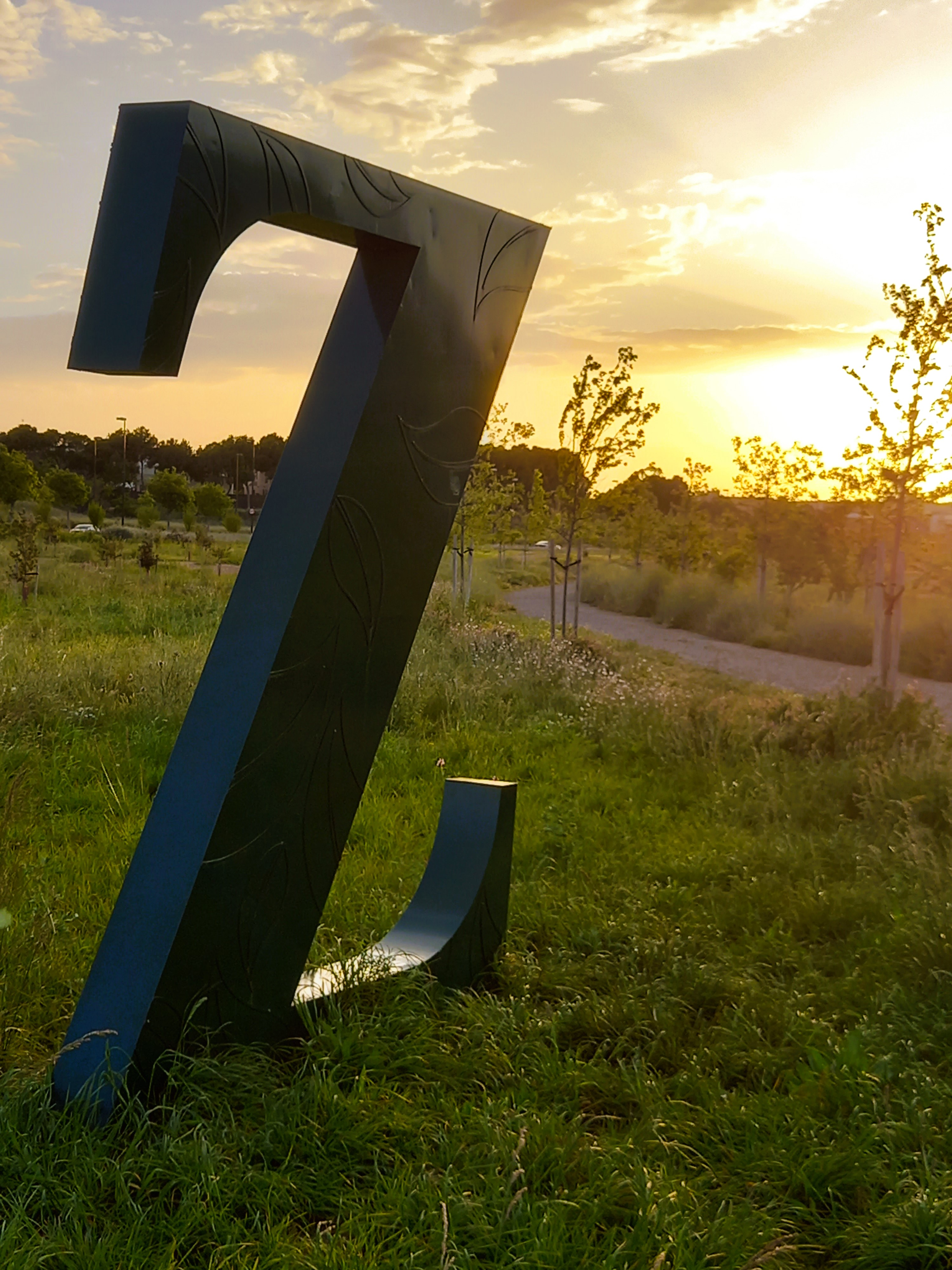
Logo del Bosque de los Zaragozanos.
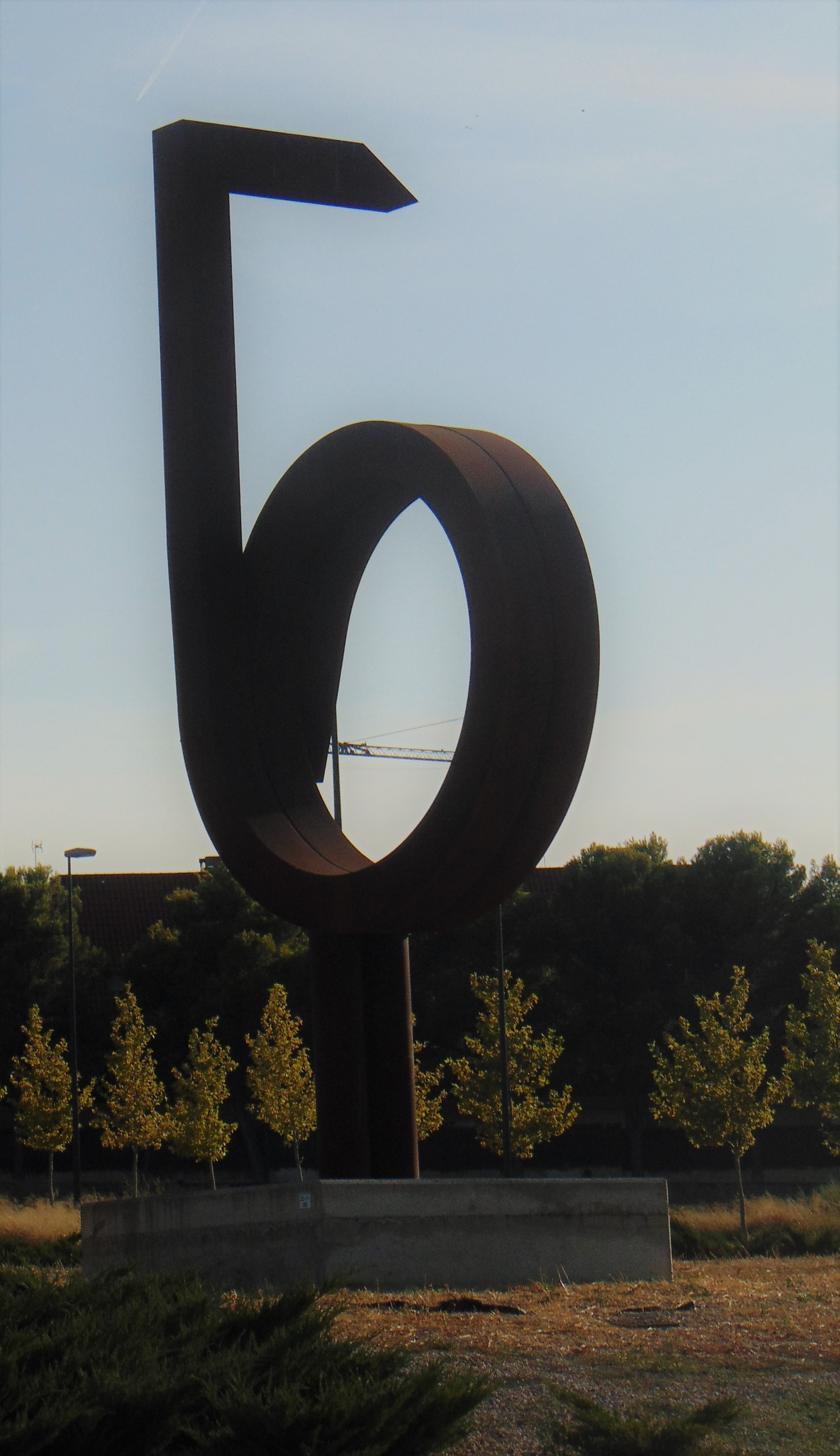
El pájaro de los Monegros.
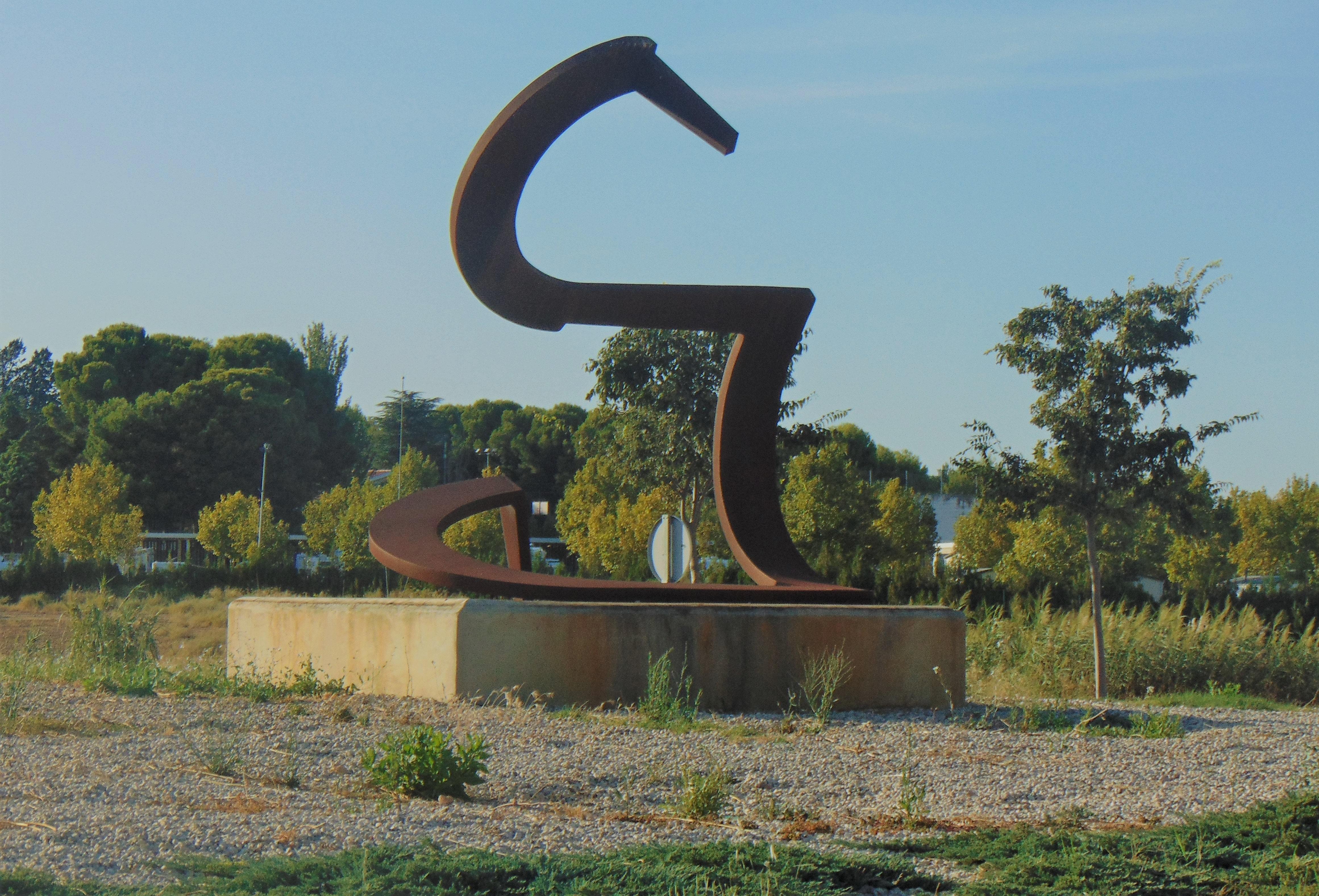
El dragón del Ebro.
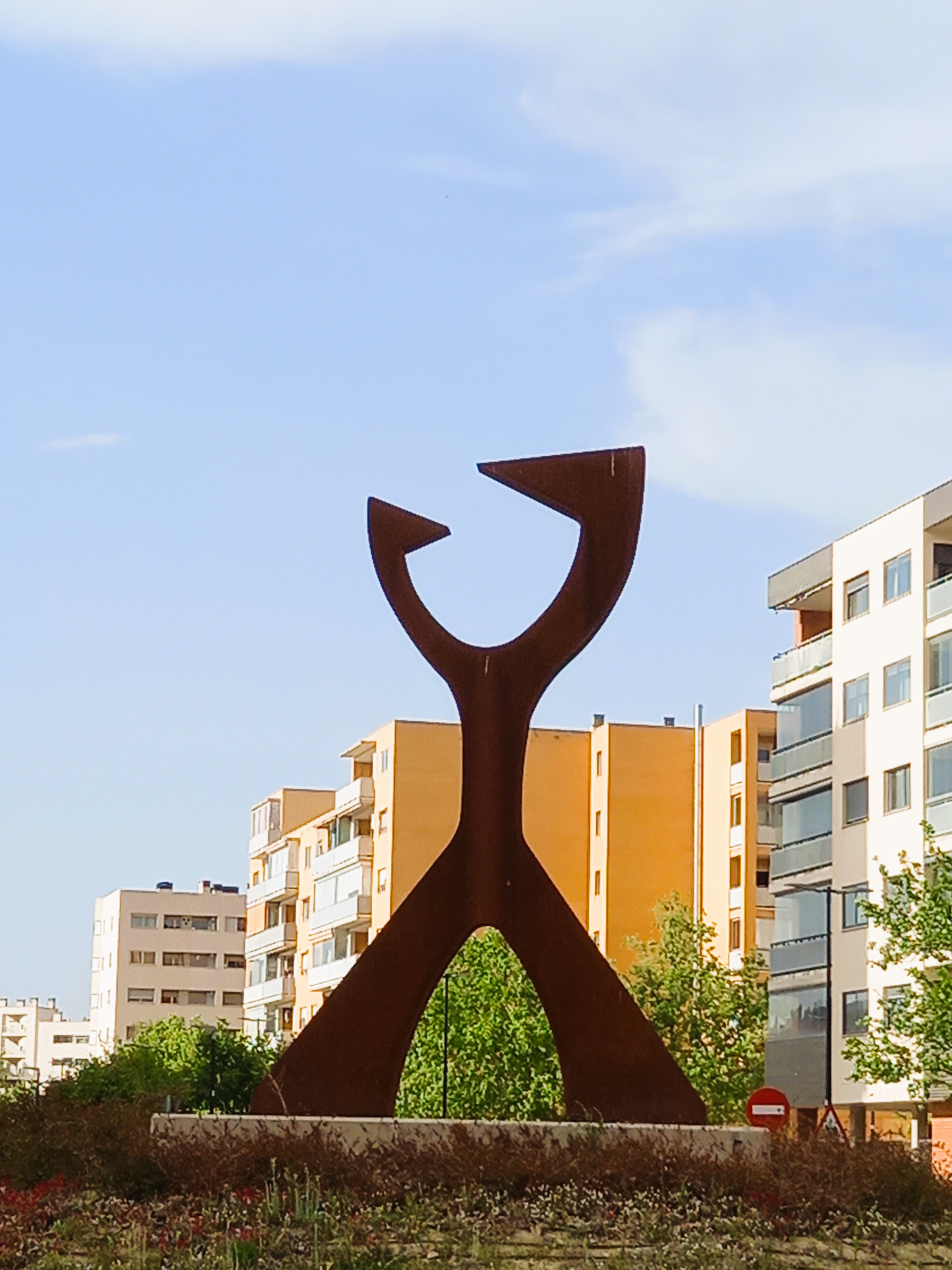
El Gigante de los Pirineos.
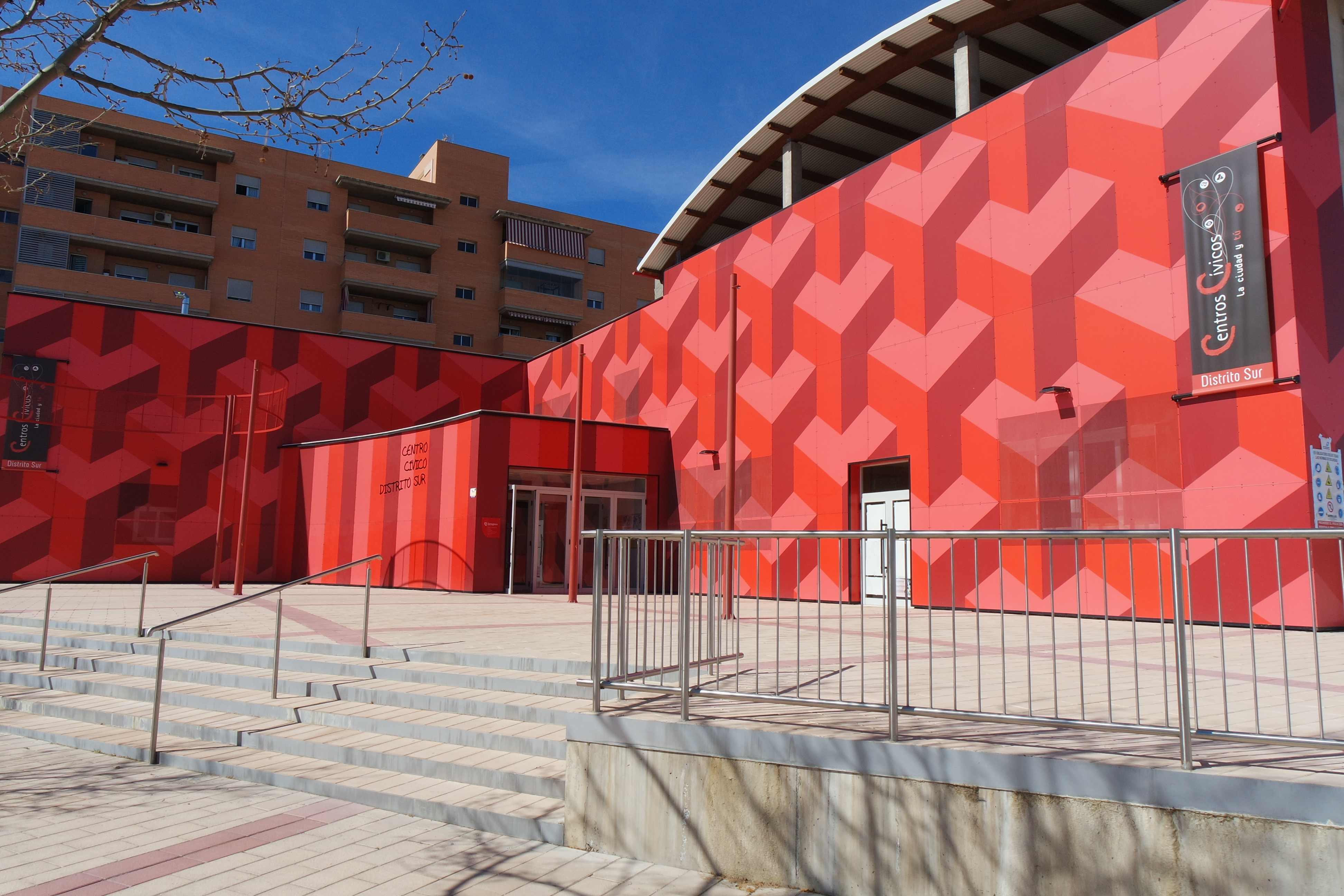
Centro Cívico Distrito Sur.
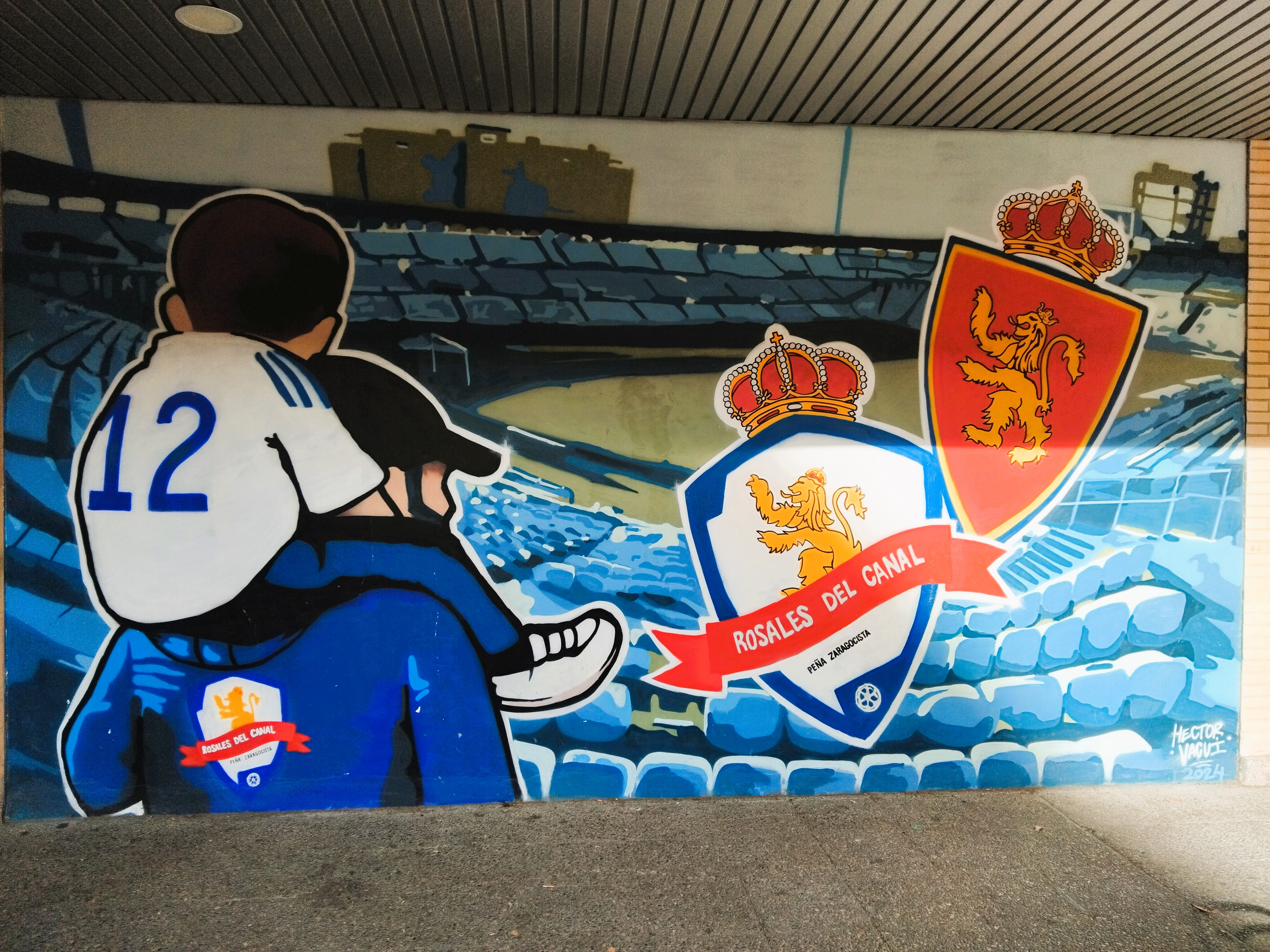
Mural La Romareda Rosales del Canal
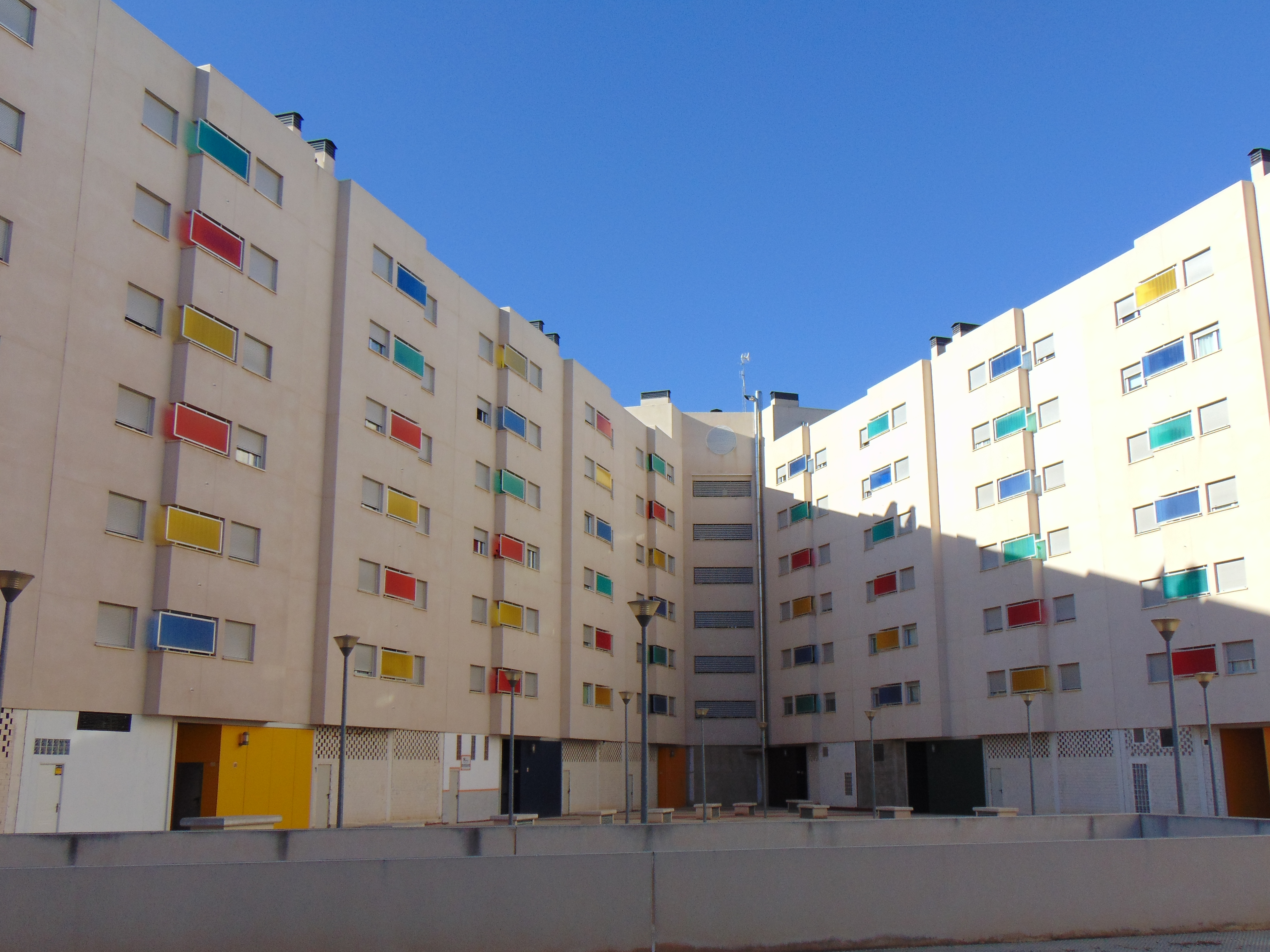
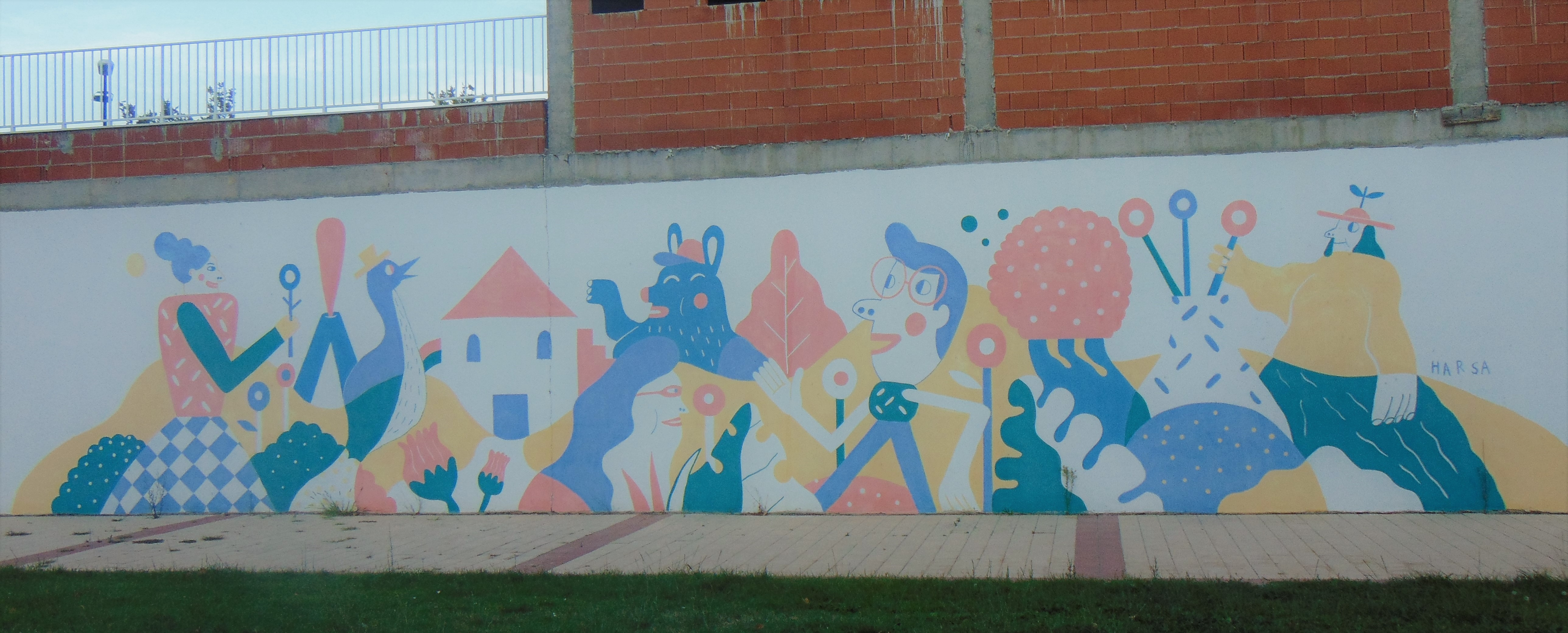
Mural de Harsa en Rosales del Canal.
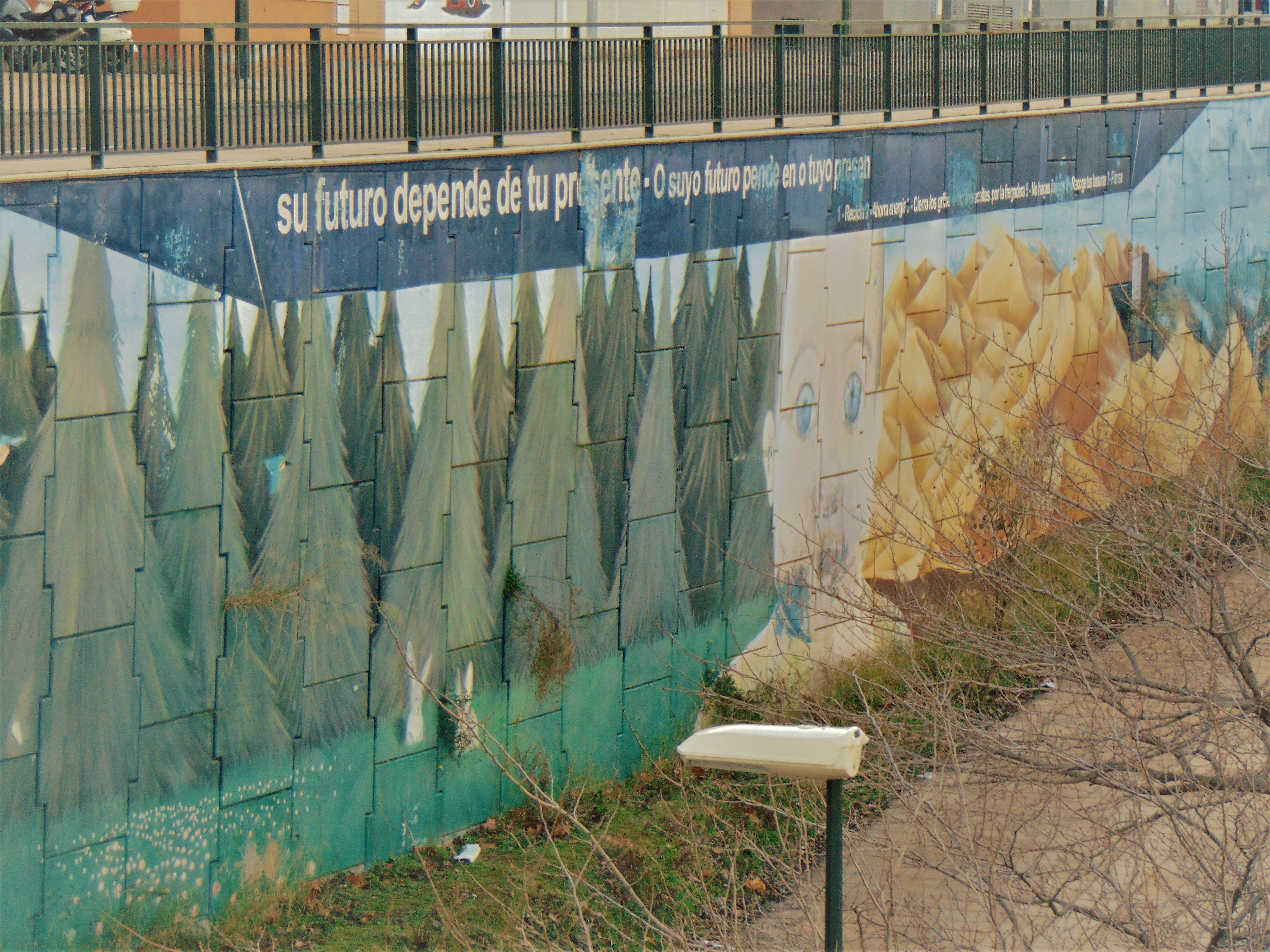
Mural Su futuro depende de tu presente de y.